# Jarosław Jampol
Jarosław Hennadijowycz Jampol, ukr. Ярослав Геннадійович Ямполь (ur. 21 kwietnia 1990 w Swatowe w obwodzie ługańskim) – ukraiński piłkarz, grający na pozycji pomocnika.

## Kariera piłkarska

### Kariera klubowa
Wychowanek klubów Mrija Kupiańsk i Szachtar Donieck, barwy których bronił w juniorskich mistrzostwach Ukrainy (DJuFL). Latem 2007 rozpoczął karierę piłkarską w trzeciej drużynie Szachtara Donieck. Podczas przerwy zimowej 2007/08 został wypożyczony na pół roku do Komunalnyka Ługańsk. W grudniu 2010 wyjechał do Białorusi, gdzie po testach podpisał kontrakt z Dynamem Mińsk. Następnie grał w takich klubach jak: Awanhard Kramatorsk, FK Ołeksandrija i Hirnyk Krzywy Róg. W marcu 2016 trafił do klubu Czerkaśkyj Dnipro Czerkasy. Latem 2017 przeszedł do PFK Sumy, a 15 lutego 2018 podpisał kontrakt z Zirką Kropywnycki. 9 czerwca 2018 opuścił Zirkę, a 27 lipca 2018 został piłkarzem klubu Hirnyk-Sport Horiszni Pławni. 25 stycznia 2019 podpisał kontrakt z Metalistem 1925 Charków.

### Kariera reprezentacyjna
W 2007 debiutował w reprezentacji U-17. Występował również w juniorskiej reprezentacji U-19.